# 穆斯塔法巴德
穆斯塔法巴德（Mustafabad），是印度德里North East县的一个城镇。总人口89117（2001年）。

## 人口
该地2001年总人口89117人，其中男性47579人，女性41538人；0—6岁人口17988人，其中男9615人，女8373人；识字率54.38%，其中男性为63.27%，女性为44.20%。